# Sonntag Aktuell
Sonntag Aktuell war eine von Mai 1979 bis 27. März 2016 erscheinende regionale Sonntagszeitung, die von der Sonntag Aktuell GmbH (Hauptgesellschafter: Verlagsgesellschaften der Stuttgarter Zeitung und der Stuttgarter Nachrichten), der Neuen Pressegesellschaft (unter anderem Südwest Presse) und der Mannheimer Verlagsanstalt GmbH (unter anderem Mannheimer Morgen) herausgegeben wurde. Mit einer Auflage von zuletzt 545.000 Exemplaren war sie die zweitgrößte Sonntagszeitung in Deutschland. Die höchste Auflage betrug 1,06 Millionen im Jahr 2001. Die Redaktion befand sich im Pressehaus Stuttgart in Stuttgart-Möhringen.

## Geschichte
In ihren Verbreitungsgebieten Stuttgart, Ulm und Rhein-Neckar-Dreieck wurde sie Abonnenten der Partnerzeitungen sonntäglich zugestellt und war seit 17. Januar 2010 auch am Kiosk erhältlich.
Bis Ende 2006 hatten sich auch Die Rheinpfalz aus Ludwigshafen und die Pirmasenser Zeitung beteiligt; sie bekamen weiterhin den Reiseteil geliefert.
Im Juli 2009 wurde bekannt, dass die Redaktion zum Ende des Jahres geschlossen wird. Christoph Grote, Chefredakteur der Stuttgarter Nachrichten, wurde beauftragt, ein neues Konzept zu erarbeiten. Die meisten Redakteure von Sonntag Aktuell wechselten zu den Stuttgarter Nachrichten, deren Redaktion seit der Ausgabe vom 17. Januar 2010 bis zur Einstellung am 27. März 2016 die Zeitung erstellte. Sie enthielt seither mehr familien- und freizeitorientierte Inhalte. Beibehalten wurde der große Reiseteil, der etwa ein Drittel des Gesamtumfangs ausmachte. In jeder Ausgabe erschien eine politische beziehungsweise gesellschaftskritische Kolumne, die von verschiedenen Journalisten abwechselnd geschrieben wurde, unter anderem von Susanne Offenbach, die von der ersten Ausgabe bis zum 6. September 2015 beteiligt war. Zudem gab es die satirische Kolumne „Dinge der Woche“.
Die Zeitung wurde mit der letzten Ausgabe am Ostersonntag 2016, dem 27. März 2016 eingestellt.

## Beteiligungen
Beteiligt waren folgende Zeitungen:
Ausgabe Stuttgart: Stuttgarter Zeitung/Stuttgarter Nachrichten, Backnanger Kreiszeitung, Bietigheimer Zeitung/Bönnigheimer Zeitung/Sachsenheimer Zeitung, Cannstatter/Untertürkheimer Zeitung, Fellbacher Zeitung, Gäubote Herrenberg, Gmünder Tagespost, Kornwestheimer Zeitung, Kreiszeitung Böblinger Bote, Leonberger Kreiszeitung, Ludwigsburger Kreiszeitung/Neckar- und Enzbote, Marbacher Zeitung, Mühlacker Tagblatt, Rems-Zeitung Schwäbisch Gmünd, Reutlinger General-Anzeiger/Echaz-Bote/Pfullinger Stadtanzeiger/Metzinger-Uracher General-Anzeiger, Sindelfinger Zeitung/Böblinger Zeitung, Vaihinger Kreiszeitung, Waiblinger Kreiszeitung/Welzheimer Zeitung/Winnender Zeitung/Schorndorfer Nachrichten
Ausgabe Ulm: Südwest Presse Ulm/Neu-Ulm, Alb Bote Münsingen, Ehinger Tagblatt, Metzinger-Uracher Volksblatt/Der Ermstalbote, NWZ Göppinger Kreisnachrichten, Reutlinger Nachrichten/Pfullinger Zeitung, Heidenheimer Zeitung (bis 2014)
Ausgabe Rhein-Neckar: Mannheimer Morgen, Schwetzinger Zeitung, Südhessen Morgen
Der Reiseteil erschien außerdem in der Pfalz als Bestandteil der Rheinpfalz am Sonntag und der Pirmasenser Zeitung am Sonntag.
Als Ersatz liefert die Sonntag Aktuell GmbH für die Mitgliedszeitungen die bisherigen Inhalte unter der Bezeichnung Alles Wochenende in folgenden Publikationen: Tipps – Veranstaltungshinweise auf vier Seiten für die Donnerstagausgabe; Wochenende und Reise – Magazine für die Samstagsausgabe; Sport als E-Zeitung am Sonntag.

## Auflage
Die verkaufte Auflage von Sonntag Aktuell betrug 2015, dem Zeitpunkt der letztmaligen Meldung an die IVW, 545.208 Exemplare. Das entspricht einem Rückgang von 393.221 Stück oder 42 Prozent gegenüber 1998. Danach stellte das Blatt die Meldung der Auflagenzahlen an die IVW ein.
| 1998   | 1999   | 2000    | 2001    | 2002    | 2003    | 2004   | 2005   | 2006   | 2007   | 2008   | 2009   | 2010   | 2011   | 2012   | 2013   | 2014   | 2015 | 2016 | 2017 | 2018 | 2019 | 2020 | 2021 | 2022 | 2023 | 2024 |
| ------ | ------ | ------- | ------- | ------- | ------- | ------ | ------ | ------ | ------ | ------ | ------ | ------ | ------ | ------ | ------ | ------ | ---- | ---- | ---- | ---- | ---- | ---- | ---- | ---- | ---- | ---- |
| 938429 | 933432 | 1033628 | 1058842 | 1045920 | 1001891 | 982005 | 928919 | 921702 | 667588 | 660914 | 649952 | 643273 | 630122 | 618057 | 602233 | 587396 |      |      |      |      |      |      |      |      |      |      |